# Lucito
Lucito è un comune italiano di 626 abitanti della provincia di Campobasso, in Molise.

## Origini del nome
La visione consolidata sulle origini di Lucito derivava dalle ricerche di Gennaro Piedimonte (fine '800 - inizi '900), che però aveva ignorato fonti importanti o malinterpretato riferimenti trovati nelle cronache del Ciarlanti. Queste considerazioni avevano ingenerato diversi malintesi sulle effettive origini di Lucito. Solo recenti studi (2019) hanno riportato alla luce le denominazioni basso-medievali di Lucito, ovvero "Licetum" (Rationes Decimarum 1308-1310), ma anche un'altra con riferimento geografico annesso: "Lucitum prope Calcabuccacium" (cit. Registri Angioini 1278-94). Gli stessi studi hanno dato voce all'ipotesi formulata tra prima e seconda metà del '900 dalla studiosa di storia medievale dell'Italia meridionale, Evelyn Jamison, la quale, cercando di identificare i feudi all'interno della Contea di Molise durante il periodo Normanno (XII sec. anni 1150-1168), attribuisce al feudo chiamato "Nucium" il borgo odierno di Lucito, sia sulla base di assonanza che di coerenza geografica. In questo modo va a perdere credibilità la vaga ipotesi "Lucus", spesso romanticizzata negli ultimi decenni. Se l'ipotesi Nucium è valida, allora questa sarebbe la prima menzione nella storia (documentaristica) di una versione insediativa medievale di Lucito. In base a queste considerazioni si può, sia ipotizzare una continuità tra le denominazioni Nucium e Licetum-Lucitum per relazione fonetica residua, oppure una cesura tra i due toponimi avvenuta nel XIII sec.

## Storia
Si ipotizza che i primi feudatari del nucleo originario fossero i Pietravalle che, oltre a Nucium, possedevano tra l'altro anche i feudi di: Petravalda (territorio di Salcito) e il feudo di Gambatesa (ora contrada disabitata nel territorio di Lucito da non confondere con Gambatesa (CB)). Nel XIII sec. Licetum passò alla famiglia Marchisio, nota per essere anche titolare di Castelbottaccio, Lupara e Campodipietra. Nel XIV sec. Lucito passò ai Di Sangro, titolari di un cospicuo numero di feudi nel Mediobiferno (inclusi Castelbottaccio e Civitacampomarano di cui è noto il castello). Alla morte dell'ultimo Salvatore Di Sangro, i feudi della zona, incluso Lucito, vengono ereditati dalle figlie (in assenza di figli maschi) che, fattesi poi monache, cedono i feudi alla madre Adriana Tomacelli. Questa sposatasi col celebre nobile napoletano, Alfonso Piscicelli, cede in seguito al figlio Gianfrancesco Piscicelli, i feudi di Lucito e Castelbottaccio. Recentemente alcuni autori hanno rintracciato e riportato alla luce sia stemmi gentilizi che lapidi commemorative dimenticate (con chiari riferimenti a Lucito e Castelbottaccio) della famiglia Piscicelli presso la loro personale cappella nella basilica di Santa Restituta all'interno del Duomo di Napoli.  Nel 1655 Lucito viene venduta sub-asta da Berardino Piscicelli a Francesco Capecelatro, duca di Nevano. La famiglia Capecelatro restò a Lucito fino all'eversione della feudalità (1806).  Evento cruciale nella storia di Lucito è l'annessione al demanio comunale nel 1811 del vicino territorio di Ferrara (ex feudo) appartenuto ai De Attellis di Sant'Angelo Limosano, che ampliò notevolmente il territorio comunale, permettendo il soddisfacimento dei bisogni della crescente popolazione lucitese.

### Simboli
Lo stemma di Lucito è stato riconosciuto con decreto del capo del governo del 26 ottobre 1928 e si può blasonare:
Il gonfalone, concesso con regio decreto del 10 giugno 1929, è costituito da un drappo di azzurro.

## Monumenti e luoghi d'interesse

### Chiesa di San Nicola di Bari
Le origini della chiesa madre dedicata a San Nicola di Bari sono incerte. Nelle Rationes Decimarum appare però la prima menzione di un clero, "Clerici Liceti" (1308-1310). È possibile che con il terremoto del 1456 la chiesa abbia subito gravi danni. Dopo la ricostruzione di incerta durata, la chiesa fu ampliata nel XVI sec.. 
Tra il 1601 e 1602 la confraternita del Rosario di Lucito, con la mediazione del secondo Alfonso Piscicelli, commissionò e acquistò dal noto pittore napoletano Fabrizio Santafede, una "Madonna del Rosario e Misteri" che divenne parte integrante del patrimonio della Chiesa Madre di Lucito. Nella stessa è presente anche un dipinto chiamato "Sacra Famiglia" (1680) di Benedetto Brunetti (pittore di Oratino CB).
Nel 1805 un nuovo grande terremoto scosse il Molise e la chiesa fu restaurata completamente nel 1897.

### Palazzo Capecelatro
In origine era il castello medievale. La famiglia Capecelatro comprò il castello nel 1655 trasformando la struttura in residenza baronale. Il palazzo a pianta rettangolare ha due piani inferiori e uno nobile, con annessi agli esterni gli stemmi antichi. Sono conservati i bastioni e i due portali di accesso.

### Sant' Angelo in Altissimo (ruderi monastero)
Nella parte settentrionale dell'agro di Lucito, nei pressi del tratturo Celano-Foggia sono presenti i ruderi (località Morgia S.Angelo) dell'ex chiesa/monastero dedicato a San Michele Arcangelo, uno dei primi in assoluto dedicati al santo nel Sannio. Eretta in epoca longobarda, la chiesetta fu subito donata (774 dC.) insieme ai terreni circostanti e ad alcune famiglie di servi, dal principe longobardo Arechi II al monastero di Santa Sofia di Benevento, che ne restò titolare fino alla soppressione del monastero beneventano all'inizio del XIX secolo. Nel corso della sua storia il feudo di S. Angelo in Altissimo fu oggetto di contese tra baroni locali, nonostante i terreni fossero periodicamente dati in affitto da Santa Sofia a signori di fiducia. Rimasto nelle pertinenze territoriali di Civitacampomarano per più di 1000 anni, la piccola chiesetta arroccata iniziò a gravitare intorno a Lucito con l'espansione verso nord del territorio lucitese agli inizi del XIX secolo.

## Società

### Evoluzione demografica
Abitanti censiti

## Amministrazione
Di seguito è presentata una tabella relativa alle amministrazioni che si sono succedute in questo comune.
| Periodo        | Periodo        | Primo cittadino         | Partito                   | Carica  | Note   |
| -------------- | -------------- | ----------------------- | ------------------------- | ------- | ------ |
| 19 giugno 1985 | 19 maggio 1990 | Antonio Michele Marasca | -                         | Sindaco | [ 14 ] |
| 19 maggio 1990 | 24 aprile 1995 | Antonio Michele Marasca | lista civica              | Sindaco | [ 14 ] |
| 24 aprile 1995 | 14 giugno 1999 | Vincenzo Perazzelli     | Partito Popolare Italiano | Sindaco | [ 14 ] |
| 24 giugno 1999 | 14 giugno 2004 | Giovanni Marasca        | lista civica              | Sindaco | [ 14 ] |
| 14 giugno 2004 | 8 giugno 2009  | Fabiola De Marinis      | lista civica              | Sindaco | [ 14 ] |
| 8 giugno 2009  | 26 maggio 2014 | Fabiola De Marinis      | lista civica              | Sindaco | [ 14 ] |
| 26 maggio 2014 | 27 maggio 2019 | Fabiola De Marinis      | lista civica Per Lucito   | Sindaco | [ 14 ] |
| 27 maggio 2019 | 9 giugno 2024  | Giovanni Marasca        | lista civica Per Lucito   | Sindaco | [ 14 ] |
| 9 giugno 2024  | in carica      | Tiziana Franceschini    | lista civica Per Lucito   | Sindaco | [ 14 ] |